# Tigridia estelae
Tigridia estelae là một loài thực vật có hoa trong họ Diên vĩ. Loài này được López-Ferr. & Espejo miêu tả khoa học đầu tiên năm 1994.